# Bundesautobahn 54
Pour les articles homonymes, voir A54.
La Bundesautobahn 54 est le nom d'un projet de Bundesautobahn dans le Land de Rhénanie-du-Nord-Westphalie.